# Cine musical

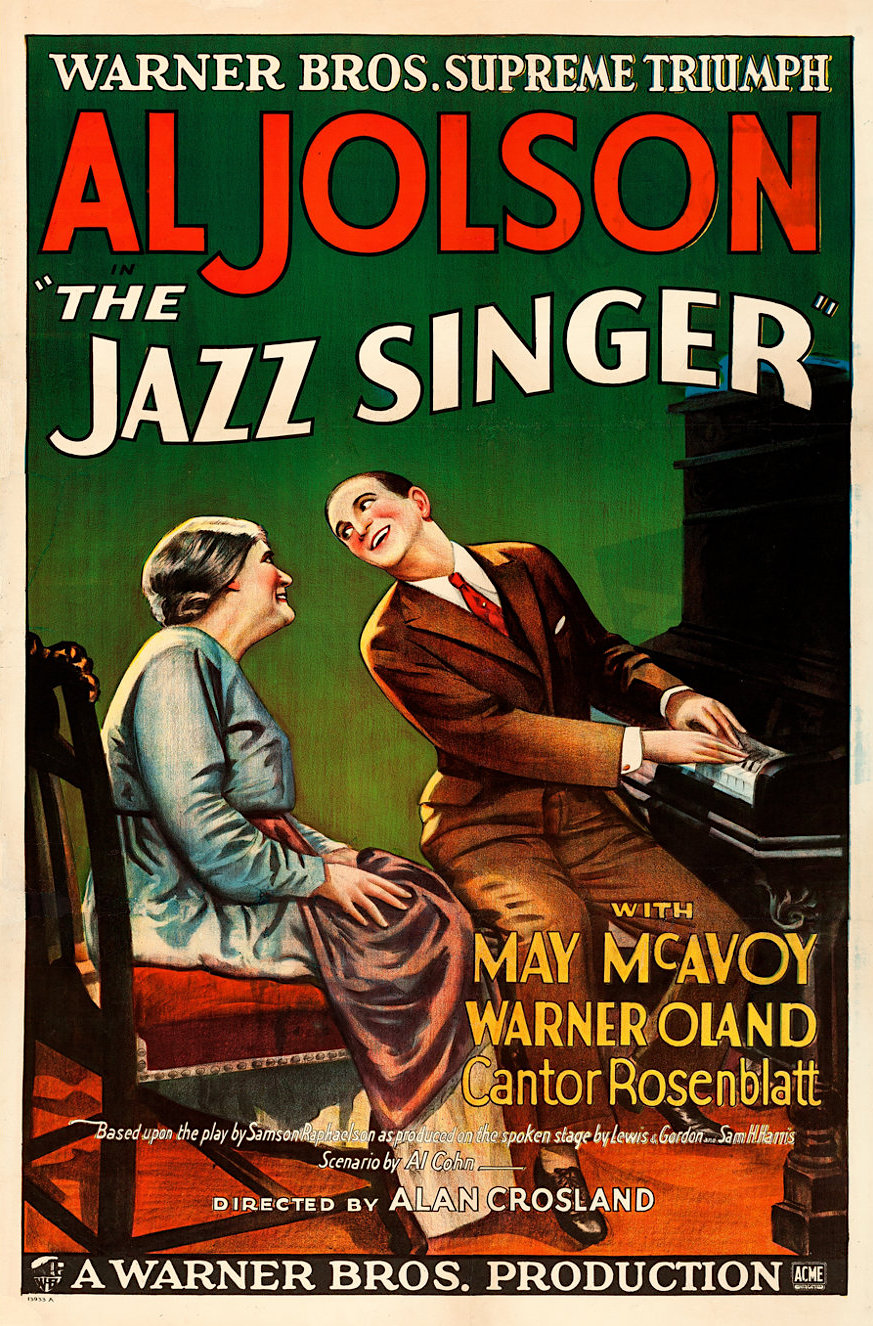
Cartel de la película El cantante de jazz.

Se considera cine musical a todas aquellas producciones cinematográficas que ofrecen canciones o temas musicales bailables en una parte fundamental de su desarrollo argumental.
El concepto del espectáculo que impera en todos los aspectos de la sociedad de los Estados Unidos alcanza uno de sus máximos exponentes en el cine y, dentro de él, en las elaboradas coreografías, las melodías inolvidables y las obras maestras que ha dado el género musical.
Sirvió no solo para que el cine alcanzara la madurez técnica al que sacrificaba el star system del cine mudo. Sirvió también para alumbrar un género que hasta entonces técnicamente no existía. En los Estados Unidos de F. Scott Fitzgerald, que casi se vendría abajo con el Crack, se estrenó la primera película sonora (parcialmente) para que las melodías de Cole Porter, George Gershwin o Irving Berlin se trasladaran de las plateas elitistas de las grandes ciudades, a los salones de cine de cualquier pueblo. El cantante de jazz fue el bautizo del género, que llegó e hizo explotar el sonoro, y lo hizo para quedarse.

## Los años dorados del musical

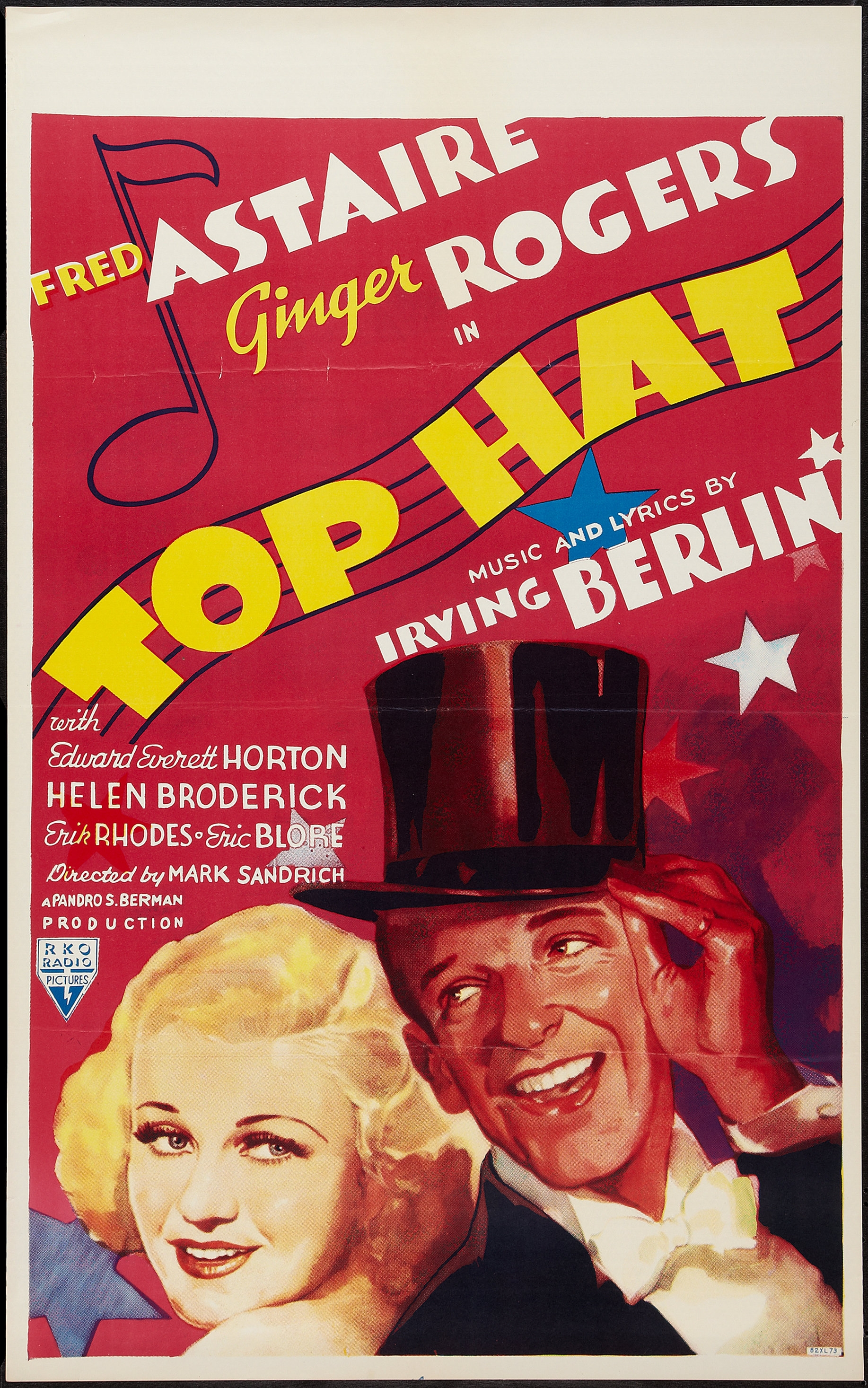
Cartel de Sombrero de copa.

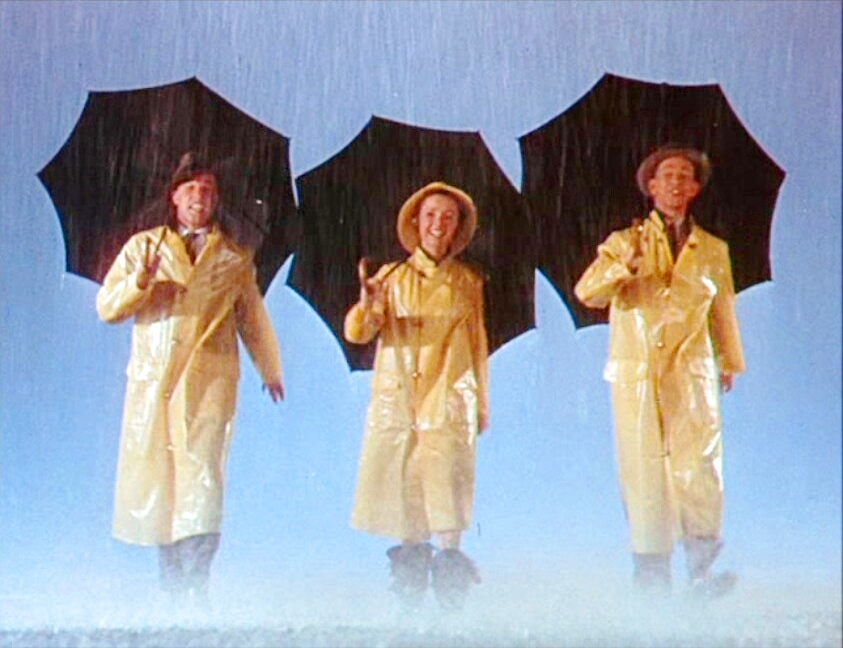
Fotograma de Cantando bajo la lluvia.

La industria del cine saludó el éxito entre el público del género, concediendo en 1929 a La melodía de Broadway de Harry Beaumont, el Óscar a la Mejor película, en lo que fue el anticipo de la gran cosecha de musicales de la década de 1930, cuando el género se convirtió, junto al cine negro, en el favorito del público. 
Busby Berkeley revolucionó el género al poco de nacer y se puede decir que es el padre del cine musical, dotándolo de un lenguaje cinematográfico que le alejaba del teatro; ahí están como ejemplo The Go Setter o La calle 42. Mientras tanto, RKO Pictures elevaba al estrellato a la pareja formada por Fred Astaire y Ginger Rogers, en una serie de películas (Sombrero de copa, El desfile del amor), que les hicieron un sitio en la historia del cine.
En una década hizo su aparición Gene Kelly (el amo del género: actor, bailarín, coreógrafo, productor y director), y el musical no volvió a ser el mismo. Junto a Stanley Donen, lo llevaron a lo más alto en Un día en Nueva York (1949). Con ellos, los rodajes salieron al exterior y el musical alcanzó la mayoría de edad.
En la década de 1950, el género estaba tan instalado en el gusto del público como el drama o el western, y pasó por su mejor época, con nombres que iban desde Elvis Presley (Viva Las Vegas, King Creole) al trío Frank Sinatra - Bing Crosby - Grace Kelly (Alta sociedad) y teniendo como centro de nuevo a Gene Kelly, el chapoteador de Cantando bajo la lluvia. Otro de los grandes que se asomó al musical, y que se labró gran parte de su reconocimiento con él, fue Vincente Minnelli con Un americano en París y Melodías de Broadway (1953). Minnelli era único en la fusión de comedia y musical.
La década de 1960, vio nacer extraordinarios musicales, entre los que destacan:West Side Story (1961), Camelot (1967), Willy Wonka y la fábrica de chocolate (1971), Sonrisas y lágrimas (1965) con la actuación de Julie Andrews, quien también protagonizó Mary Poppins (1964).

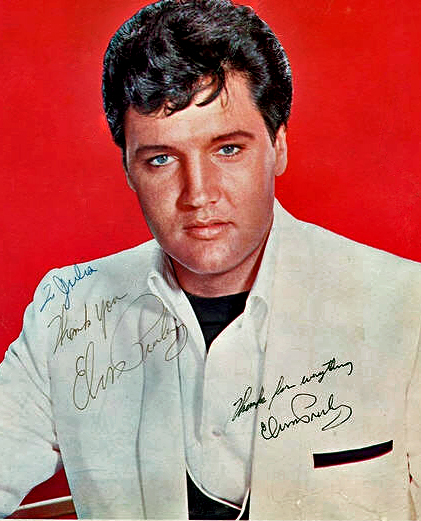
Elvis Presley protagonizó una treintena de películas, la gran mayoría de ellas fueron comedias musicales.

En esta década los gustos del espectador fueron cambiando, exigiendo producciones aún más lujosas, más números musicales y repartos estelares que fueron suficientes para impedir que el género fuera decayendo, con títulos como My Fair Lady (1964), Hello, Dolly! (1969) y otras.

## La decadencia del género
Durante las tres décadas siguientes, el género languideció, abandonado por el público y los grandes estudios, que no financiaron más que proyectos puntuales,  después de fracasos tan estrepitosos como Lost Horizon de Charles Jarrott en 1973, y en los que sólo sobresale un nombre, el de Bob Fosse. Sus filmes Cabaret (1972) y All That Jazz (1979) son los mejores exponentes del género en la década de 1970.
Mención especial debe hacerse a varios musicales de la misma década: Hair (1979) del director Miloš Forman; Grease (1978), con las actuaciones de Olivia Newton John y John Travolta, Cabaret (1972), con la actuación de Liza Minnelli, A star is born, con las actuaciones de Barbra Streisand y Kris Kristofferson, y Jesucristo Superstar (1973), que alcanzan un destacado éxito de taquilla y público.
También son interesantes dos ejemplos de Ópera rock: Quadrophenia, de Franc Roddam (Gran Bretaña, 1979), con el grupo británico The Who, o El fantasma del paraíso, de Brian De Palma (1972), con música de Paul Williams, que recrea El fantasma de la ópera, película de Rupert Julian, de 1925.
En la década de 1980, la película Annie permitió recordar la grandeza del género. También cabe citar como exponentes del género de la comedia musical la divertida película  The Blues Brothers  (1980) y su secuela Blues Brothers 2000 (1998) de John Landis,  con números musicales de clásicos de la música Jazz, Blues y el Rhythm and Blues y otros géneros adscritos a dichos géneros. Se destaca en esta década también ¿Víctor o Victoria? de Blake Edwards y La tienda de los horrores (1986) de Frank Oz.
En 1996, Madonna y Antonio Banderas protagonizaron Evita.
Alan Parker rodó tres en las décadas de 1980 y 1990 Fame, The Commitments, Evita. El director danés Lars von Trier sorprendió a todos con Dancer in the Dark.
Las décadas de 1980 y 1990 también vieron renacer el musical con una nueva vertiente: los dibujos animados. En este sentido, los estudios Disney produjeron la que se podría haber considerado la mejor película musical en este formato: La bella y la bestia.[cita requerida] Asimismo, produjeron La sirenita. En 1997 la Twenty Century Fox produjo Anastasia.

## El regreso de los musicales
Destaca en 1996 una vuelta al musical clásico de la mano de Alan Parker con Evita, un musical de época enteramente cantado, protagonizado por Madonna y Antonio Banderas. El musical tuvo una buena taquilla, y ya en 2001 se estrenó Moulin Rouge!  de Baz Luhrman, una revolución del género que cosechó un gran éxito y fue aclamada por el público y por gran parte de la crítica. Un año más tarde se estrenaría Chicago de Rob Marshall, hoy en día considerado uno de los mayores musicales de la historia del género, que recupera el encanto, frescura e inteligencia de los musicales clásicos tales como Cabaret, del que claramente está inspirado. Tuvo un éxito tremendo tanto en crítica como en taquilla. En 2004 se estrenó también El fantasma de la ópera de Andrew Lloyd Webber, con una aceptable taquilla, consiguió el reconocimiento del público. Al año siguiente, en 2005, pasó por las carteleras uno de los pocos fracasos del género en este nuevo siglo, el musical Rent (basado en la obra teatral homónima), que pasó muy desapercibida, sin causar apenas entusiasmo en el público ni en la crítica. 

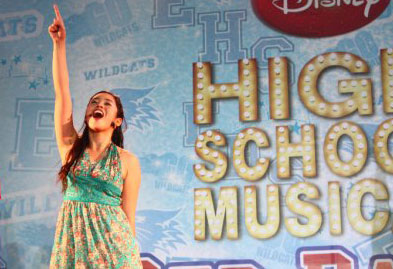
Película Musical High School Musical 2006.

En 2006, comenzó el éxito de la saga High School Musical, un musical modesto para televisión con actores talentosos y canciones pop, que cosechó tal éxito que Disney continuó con dos secuelas, la última de ellas trasladada al cine con gran éxito; dicha saga revalorizó el género musical para el público adolescente. Así, también en 2006 triunfó el clásico de Broadway trasladado al cine, Dreamgirls que consiguió múltiples premios y gran taquilla.
El género sigue dando de qué hablar con musicales como Sweeney Todd de Tim Burton, un musical de terror/comedia negra con gran reconocimiento y otros como la supertaquillera comedia musical Mamma Mia! con la famosa banda sonora del grupo sueco ABBA o Nine del director de Chicago. Incluso la propia Disney está volviendo a sus años dorados del musical (los 90 con musicales tan aclamados como La sirenita o La bella y la bestia) con nuevos musicales como The Princess and the Frog (Tiana y el sapo en España y La Princesa y el sapo en Latinoamérica) con la banda sonora del veterano Randy Newman o la nueva película Enredados (Enredados) con el regreso del gran compositor Alan Menken (ganador de 8 premios de la Academia) que nos trajo las míticas bandas sonoras de La sirenita, La bella y la bestia, Aladdin, Pocahontas, El jorobado de Notre Dame y Hércules, Río, Río 2, entre otras.
En 2012, con el estreno de la adaptación cinematográfica de Los Miserables con un reparto estelar, los musicales volvieron a atraer grandes masas de público para ver un musical de acción real.
El regreso de Rob Marshall a los musicales con la película de Walt Disney Pictures, Into the Woods.
La última incursión en el género ha sido La La Land de Damien Chazelle película que arrasó con los 7 globos de oro a los que estaba nominada en el 2017, con la actuación de Emma Stone y Ryan Gosling.

## Películas musicales

### Años 1930
- Vampiresas de 1933 (Mervyn LeRoy, 1933): Coreografiada por Busby Berkeley, uno de los coreógrafos más famosos de la época.
- La calle 42 (Lloyd Bacon, 1933)
- Desfile de candilejas (Lloyd Bacon, Busby Berkeley, 1933)
- Sombrero de copa (Mark Sandrich, 1935)
- Magnolia (James Whale, 1936)
- A Star Is Born (William A. Wellman, 1937)
- Snow White and the Seven Dwarfs (William Cottrell, Wilfred Jackson, Larry Morey, Perce Pearce y Ben Sharpsteen, 1937)
- El mago de Oz (Victor Fleming, 1939): Película con un impacto muy importante tanto en el cine como en el público. Gracias a ella, se empezó a aceptar el género fantástico.

### Años 1940
- Pinocho (Norman Ferguson, T. Hee, Wilfred Jackson, Jack Kinney, Hamilton Luske, Bill Roberts y Ben Sharpsteen, 1940): A pesar de que se convirtió en la primera película animada en ganar un Premio de la Academia, recibiendo dos por Mejor banda sonora y por Mejor canción original «When You Wish upon a Star», fue inicialmente un fracaso en taquilla.
- Bambi (David Hand, 1942): Fue distinguida con tres nominaciones a los premios de la Academia en las categorías de Mejor sonido, Mejor canción por «El amor es una canción» y Mejor banda sonora.
- Cita en San Luis (Vincente Minnelli, 1944): Protagonizada por Judy Garland
- El pirata (Vincente Minnelli, 1948): protagonizada por Gene Kelly y Judy Garland
- Un día en Nueva York (Stanley Donen y Gene Kelly, 1949): Película que marca el debut de Stanley Donen

### Años 1950
- La Cenicienta (Clyde Geronimi, Wilfred Jackson y Hamilton Luske, 1950)
- Un americano en París (Vincente Minnelli, 1951): Protagonizada por Gene Kelly y Leslie Caron ganó el Oscar a la mejor película.
- Cantando bajo la lluvia (Stanley Donen y Gene Kelly, 1952): Película protagonizada por Gene Kelly, Donald O'Connor y Debbie Reynolds.
- Melodías de Broadway (Vincente Minnelli, 1953): Adaptación de un musical que ya se había estrenado en Broadway unos años atrás. Protagonizado por Fred Astaire y su hermana Adele.
- Los caballeros las prefieren rubias (Howard Hawks, 1953):  Protagonizada por Marilyn Monroe y Jane Russell. Un crítico llamó a la película “La Potemkin Capitalista”.
- Siete novias para siete hermanos (Stanley Donen, 1954)
- A Star Is Born (George Cukor, 1954): Segunda versión de la película original de 1937.
- Carmen Jones (Otto Preminger, 1954)
- La dama y el vagabundo (Clyde Geronimi, Wilfred Jackson y Hamilton Luske, 1955)
- Funny Face (Stanley Donen, 1957)

### Años 1960
- West Side Story (Robert Wise y Jerome Robbins, 1961): Musical que se había hecho muy famoso en Broadway en la segunda mitad de los años 1950. La película ganó diez Oscar.
- Mary Poppins (Robert Stevenson, 1964): En los años 1960 el género del musical empieza a debilitarse pero este película fue un gran éxito que permitió al género sobrevivir un poco más de tiempo.
- My fair Lady (George Cukor, 1964): Adaptación de un musical que debía de ser protagonizado por Julie Andrews, protagonista de Mary Poppins pero que decidieron cambiar por Audrey Hepburn.
- Sonrisas y lágrimas (Robert Wise, 1965): Película que entró en el Top 10 de las mejores películas de la historia.
- El libro de la selva (Wolfgang Reitherman, 1967)
- Camelot (Joshua Logan, 1967)
- Oliver! (Carol Reed, 1968): Oscar a la mejor película.
- Funny Girl  (William Wyler, 1968)
- La leyenda de la ciudad sin nombre (Joshua Logan, 1969)
- Noches en la ciudad (Bob Fosse, 1969)

### Años 1970
- Willy Wonka y la fábrica de chocolate (Mel Stuart, 1971)
- Cabaret (Bob Fosse, 1972): Protagonizada por Liza Minnelli (hija de Vincente Minnelli y Judy Garland) es una película que se inspira vagamente del musical homónimo de Broadway de 1966. Ganó ocho Oscar y tuvo un gran éxito en taquilla.
- Horizontes perdidos (Charles Jarrott, 1973)
- Jesucristo Superstar (Norman Jewison, 1973)
- El fantasma del paraíso (Brian De Palma, 1974)
- Tommy (Ken Russell, 1975)
- The Rocky Horror Picture Show (Jim Sharman, 1975)
- A Star Is Born (Frank Pierson, 1976): Tercera versión de la película original de 1937.
- Grease (Randal Kleiser, 1978): Película que se convirtió en un Hit mundial y que se ha vuelto un tema recurrente para fiestas de disfraces, cuya música es demandada en verbenas, karaokes, etc.
- Hair (Milos Forman, 1979): Originalmente se trata de un musical Off-Broadway que tuvo mucha importancia en el movimiento Hippie
- All That Jazz (Bob Fosse, 1979)

### Años 1980
- Annie (John Huston, 1982)
- Footloose (Herbert Ross, 1984)
- Labyrinth (Jim Henson, 1986)
- Hairspray (John Waters, 1988)
- La sirenita (Ron Clements y John Musker, 1989)

### Años 1990
- La bella y la bestia (Gary Trousdale y Kirk Wise, 1991)
- Aladdín (Ron Clements y John Musker, 1992)
- The Nightmare Before Christmas (Henry Selick, 1993)
- El rey león (Rob Minkoff y Roger Allers, 1994)
- The Swan Princess (Richard Rich, 1994)
- Pocahontas (Mike Gabriel y Eric Goldberg, 1995)
- Evita (Alan Parker, 1996)
- El jorobado de Notre Dame (Gary Trousdale y Kirk Wise, 1996)
- Anastasia (Don Bluth y Gary Goldman, 1997)
- Selena (Gregory Nava, 1997)
- Mulan (Tony Bancroft y Barry Cook, 1998)
- El príncipe de Egipto (Brenda Chapman, Simon Wells y Steve Hickner, 1998)
- Quest for Camelot (Frederik Du Chau, 1998)
- The Lion King II: Simba's Pride (Darrell Rooney, 1998)
- South Park: Bigger, Longer & Uncut (Trey Parker, 1999)

### Años 2000
- Dancer in the Dark (Lars von Trier, 2000)
- Joseph: King of Dreams (Robert C. Ramírez y Rob LaDuca, 2000)
- Moulin Rouge! (Baz Luhrmann, 2001): Película creada a partir de Mash-ups de hits de la música Pop.
- The Road to El Dorado (Eric Bibo Bergeron y Don Paul, 2001)
- Lady and the Tramp II: Scamp's Adventure (Darrell Rooney y Jeannine Roussel, 2001)
- Chicago (Rob Marshall, 2002): Protagonizada por Richard Gere, Catherine Zeta-Jones y Renée Zellweger la película fue premiada por varios Oscars como el de la mejor película. Muchos hablaron de Marshall como el sucesor de Bob Fosse.
- El planeta del tesoro (Ron Clements y John Musker, 2002)
- Spirit: el corcel indomable (Kelly Asbury y Lorna Cook, 2002)
- El fantasma de la ópera (Joel Schumacher, 2004)
- Rent (Chris Columbus, 2005)
- Charlie y la fábrica de chocolate (Tim Burton, 2005)
- Corpse Bride (Tim Burton y Mike Johnson, 2005)
- Mulan 2 (Darrell Rooney y Lynne Southerland, 2005)
- Bambi II (Brian Pimental, 2006)
- Dreamgirls (Bill Condon, 2006)
- High School Musical (Kenny Ortega, 2006)
- Enchanted (Kevin Lima, 2007)
- Alvin y las ardillas (Tim Hill, 2007)
- High School Musical 2 (Kenny Ortega, 2007)
- Hairspray (Adam Shankman, 2007): Remake de la película original de 1988.
- Across the Universe (Julie Taymor, 2007)
- High School Musical 3: Senior Year (Kenny Ortega, 2008)
- Mamma Mia! (Phyllida Lloyd, 2008)
- Alvin y las ardillas 2 (Betty Thomas, 2009)
- The Princess and the Frog (Ron Clements y John Musker, 2009)

### Años 2010
- Los Muppets (James Bobin, 2011)
- K-On! La película (Naoko Yamada, 2011)
- Río (Carlos Saldanha, 2011)
- Alvin y las ardillas 3 (Mike Mitchell, 2011)
- Los miserables (Tom Hooper, 2012)
- Annie (Will Gluck, 2014): Remake de la película original de 1982.
- Río 2 (Carlos Saldanha, 2014)
- Into the Woods (Rob Marshall, 2014)
- La Cenicienta (Kenneth Branagh, 2015): Remake de acción real de la película animada de 1950.
- Love Live! The School Idol La película (Sakurako Kimino, 2015)
- Alvin and the Chipmunks: The Road Chip (Walt Becker, 2015)
- Descendants (Kenny Ortega, 2015)
- Albert (Max Lang, 2016)
- Locos de amor (Frank Pérez-Garland, 2016)
- Sing (Garth Jennings, 2016)
- Moana (Ron Clements y John Musker, 2016)
- Descendants 2 (Kenny Ortega, 2017)
- La La Land (Damien Chazelle, 2017)
- El regreso de Mary Poppins (Rob Marshall, 2017)
- Coco (Lee Unkrich y Adrián Molina, 2017)
- El gran showman (Michael Gracey, 2017)
- My Little Pony: La película (Jayson Thiessen, 2017)
- La bella y la bestia (Bill Condon, 2017): Remake de acción real de la película animada de 1991.
- Zombies (Paul Hoen, 2018)
- Mamma Mia! Here We Go Again (Ol Parker, 2018)
- Locos de amor 2 (Frank Pérez-Garland, 2018)
- Bohemian Rhapsody (Bryan Singer, 2018)
- A Star Is Born (Bradley Cooper, 2018): Cuarta versión de la película original de 1937.
- Descendants 3 (Kenny Ortega, 2019)
- Aladdín (Guy Ritchie, 2019): Remake de acción real de la película animada de 1992.
- El rey león (Jon Favreau, 2019): Remake de acción real de la película animada de 1994.
- Cats (Tom Hooper, 2019)
- Rocketman (Dexter Fletcher, 2019)
- La dama y el vagabundo (Charlie Bean, 2019): Remake de acción real de la película animada de 1955.

### Años 2020
- Locos de amor 3 (Frank Pérez-Garland, 2020)
- Zombies 2 (Paul Hoen, 2020)
- Ai no Utagoe o Kikasete (Yasuhiro Yoshiura, 2021)
- Belle (Mamoru Hosoda, 2021)
- Annette (Leos Carax, 2021)
- Cyrano (Joe Wright, 2021)
- Querido Evan Hansen (Stephen Chbosky, 2021)
- Encanto (Byron Howard y Jared Bush, 2021)
- El campamento de mi vida (Roman White, 2021)
- In the Heights (Jon M. Chu, 2021)
- Sing 2 (Garth Jennings, 2021)
- Tick, Tick... Boom! (Lin-Manuel Miranda, 2021)
- West Side Story (Steven Spielberg, 2021): Segunda versión del famoso musical homónimo de Broadway en la segunda mitad de los años 1950.
- Vivo (Kirk DeMicco, 2021)
- Monster High: The Movie (Todd Holland, 2022): Película de acción real basada en la franquicia homónima de muñecas a la moda de Mattel.
- Pinocho (Robert Zemeckis, 2022): Remake de acción real de la película animada de 1940.
- Elvis (Baz Luhrmann, 2022)
- One Piece Film: Red (Gorō Taniguchi, 2022)
- La sirenita (Rob Marshall, 2023): Remake de acción real de la película animada de 1989.
- Barbie (Greta Gerwig, 2023): Película de acción real basada en la franquicia homónima de muñecas a la moda de Mattel.
- Wish: el poder de los deseos (Chris Buck y Fawn Veerasunthorn, 2023)
- Wonka (Paul King, 2023)
- El color púrpura (Blitz Bazawule, 2023)
- Mufasa: el rey león (Barry Jenkins, 2024): Precuela de la película de acción real de 2019.
- Joker: Folie à Deux (Todd Phillips, 2024): Secuela de la película de 2019.
- Wicked (Jon M. Chu, 2024)
- Better Man (Michael Gracey, 2024)
- La rosa de Versalles (Ai Yoshimura, 2025): Película de anime basada en el legendario manga homónimo de Riyoko Ikeda.
- Snow White (Marc Webb, 2025): Remake de acción real de la película animada de 1937.
- Emilia Pérez (Jacques Audiard, 2025)